# Vaglia
Vaglia ist eine italienische Gemeinde mit 5224 Einwohnern (Stand 31. Dezember 2023) in der Metropolitanstadt Florenz in der Region Toskana. Der Ort gehört zur Verwaltungsgemeinschaft Comunità Montana Mugello.

## Geographie

Lage von Vaglia in der Metropolitanstadt Florenz

Vaglia liegt im Mugello, etwa 20 km nördlich von Florenz. Im südlichen Ortsgebiet entspringt der Torrente Mugnone, der 2 von seinen 17 km im Ortsgebiet verbringt und dem südlich gelegenen Arno zufließt. Der Torrente Carza verbringt 8 seiner 14 km im Gemeindegebiet und fließt durch den Hauptort Vaglia. Er schließt sich nördlich von Vaglia bei San Piero a Sieve der Sieve an, die ebenfalls in den Arno mündet.
Ortsteile (frazioni) sind Bivigliano (größter Ortsteil nach Vaglia mit ca. 800 Einwohnern, liegt bei 585 m), Paterno (335 m, ca. 40 Einwohner), Fontebuona (162 m, ca. 375 Einwohner), Caselline (515 m, ca. 335 Einwohner), Pratolino (476 m, ca. 740 Einwohner), Montorsoli (401 m, ca. 400 Einwohner, hat ein gemeinsames Gemeindegebiet mit Sesto Fiorentino), Mulinaccio (450 m, ca. 130 Einwohner, hat ein gemeinsames Gemeindegebiet mit Borgo San Lorenzo) und Viliani (491 m, ca. 70 Einwohner).
Die Nachbargemeinden sind Borgo San Lorenzo, Calenzano, Fiesole, Scarperia e San Piero und Sesto Fiorentino.

## Geschichte
Wahrscheinlich waren die ersten Bewohner der Gegend Ligurer, danach siedelten die Etrusker unter Lucumone di Fiesole. Nach deren Niedergang übernahmen die Römer. Die oberhalb der Gemeinde liegende Pieve San Pietro wurde bereits 983 in einem Dokument von Otto II. als existierend erwähnt. 1115 wurde der Ort als Burg (Castello) in einem Dokument des Klosters San Salvatore a Settimo erwähnt. Ab dem 14. Jahrhundert unterstand der Ort Florenz. Von 1551 an gehörte der Ort zu Scarperia. Unter dem Großherzog der Toskana, Leopold I., lebte der Ort in der zweiten Hälfte des 18. Jahrhunderts auf, vor allem durch die nun entstandene Poststraße Regia Postale Bolognese von Florenz nach Bologna. Weiteren Aufschwung erlebte Vaglia durch die Zugstrecke Florenz–Faenza, die 1893 fertiggestellt wurde und in Vaglia einen Haltepunkt hat. Im Zweiten Weltkrieg wurde der Ort fast vollständig zerstört und später wieder aufgebaut. Die zerstörte Bahnstrecke wurde erst 1999 wieder eröffnet.

## Kultur und Sehenswürdigkeiten

### Kirchen
- Pieve di San Pietro, Pieve im Hauptort Vaglia, wurde erstmals 983 erwähnt.[5]
- Chiesa di San Romolo, Kirche im Ortsteil Bivigliano, die bereits vor dem Jahr 1000 entstand. Hier befinden sich ein Altarbild von Andrea della Robbia, eine Holzskulptur von Michelozzo und ein Gemälde von Pietro Annigoni.[5]
- Chiesa di San Cresci a Macioli, erstmals 926 erwähnte Kirche. Der Campanile entstand 1279, die Kirche selbst wurde 1448 komplett restauriert.[5]
- Santuario di Montesenario, Wallfahrtskirche, die 1241 als Konvent aus einer Burgruine entstand. Enthält von Matteo Rosselli das Werk L’ultima Cena (Das letzte Abendmahl) (Refektorium).[7]
- Chiesa di Sant’Andrea a Cerreto Maggio, Kirche aus dem 13. Jahrhundert
- Chiesa di San Niccolò a Ferraglia
- Chiesa di San Michele alle Macchie
- Chiesa di Santo Stefano a Pescina
- Chiesa di Santa Maria, Kirche im Ortsteil Paterno, hier befinden sich Reste eines Altarbildes von Luca della Robbia

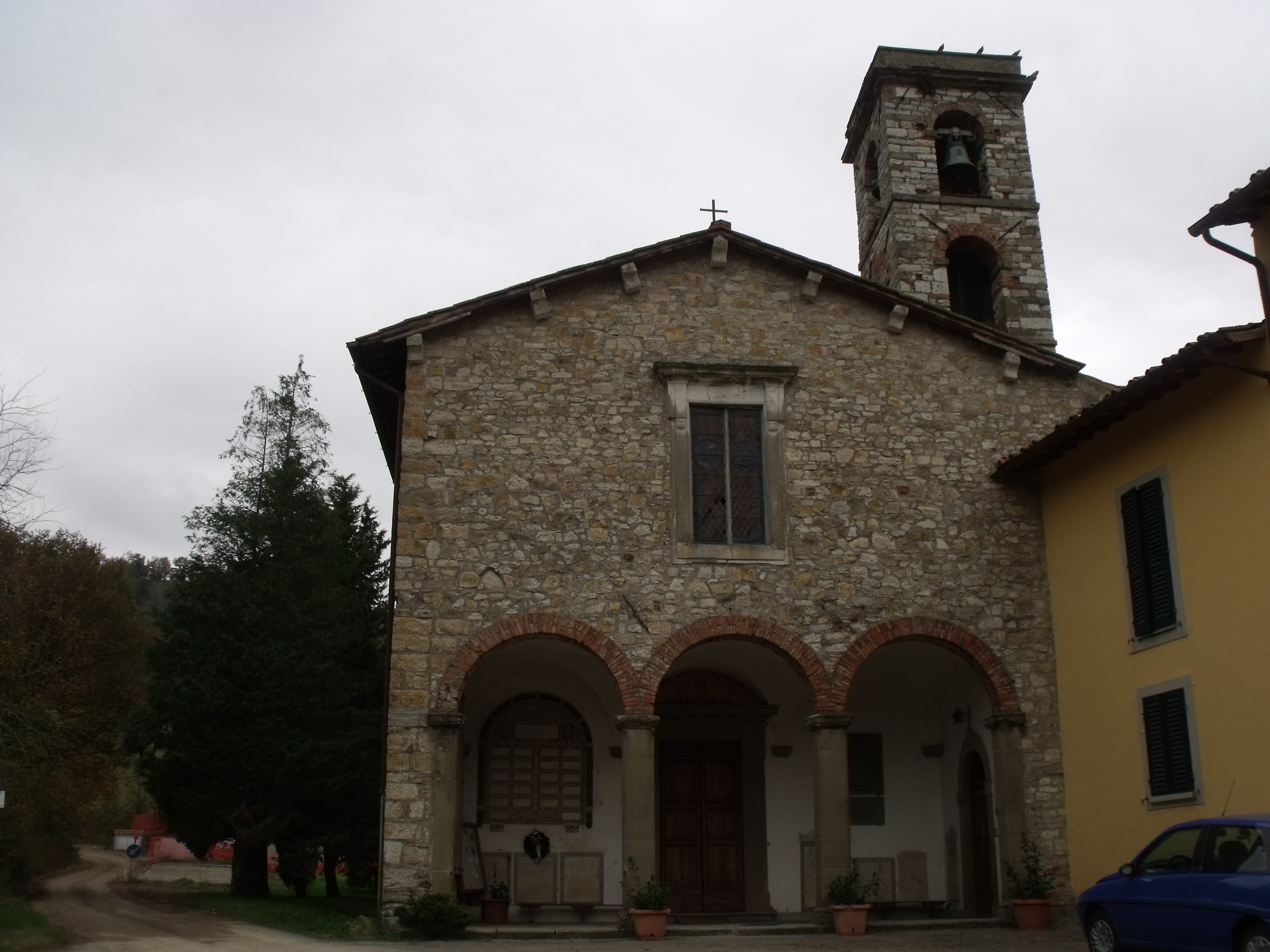
Die Pfarrkirche San Pietro in Vaglia
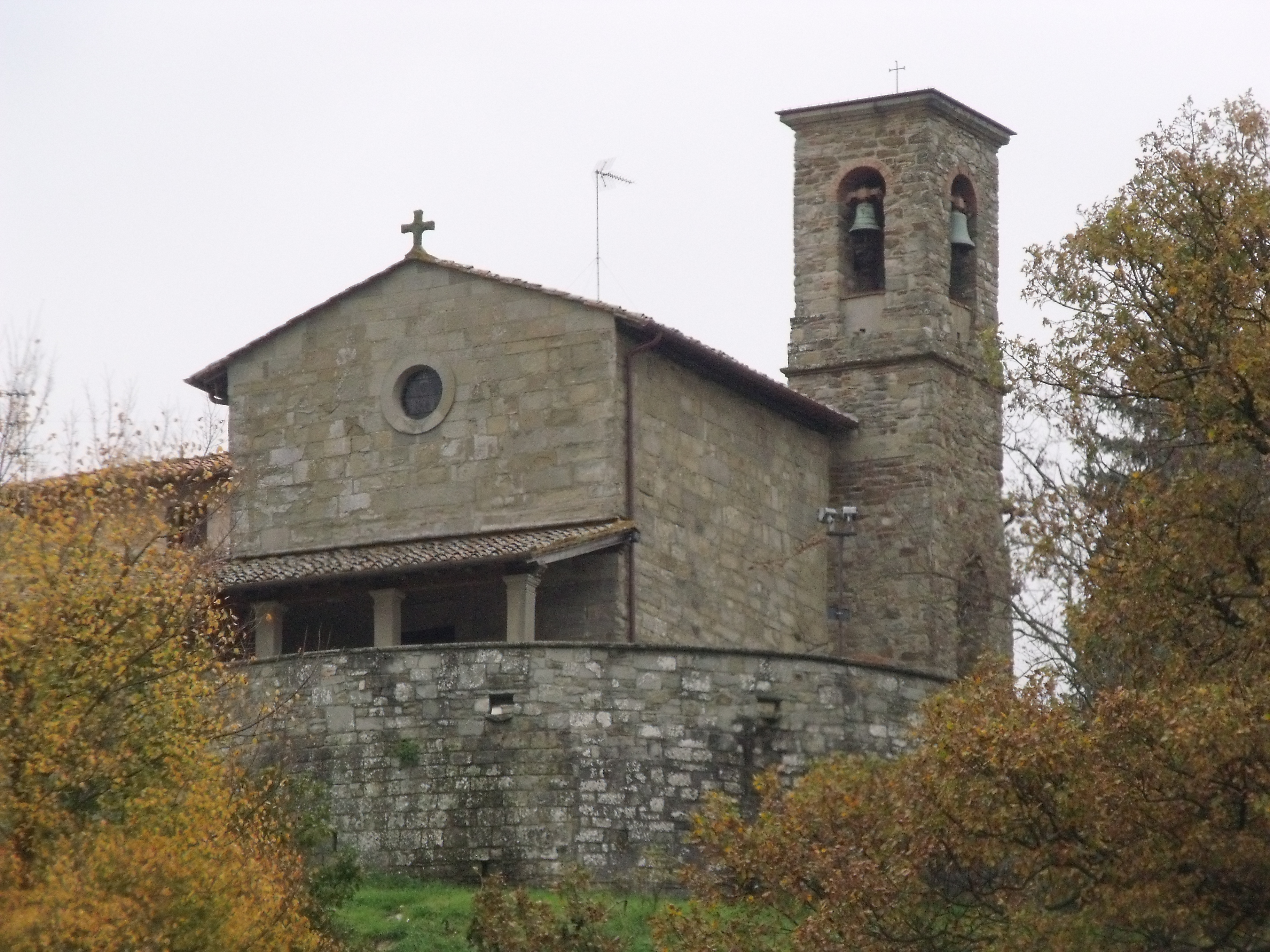
Die Kirche San Romolo im Ortsteil Bivigliano
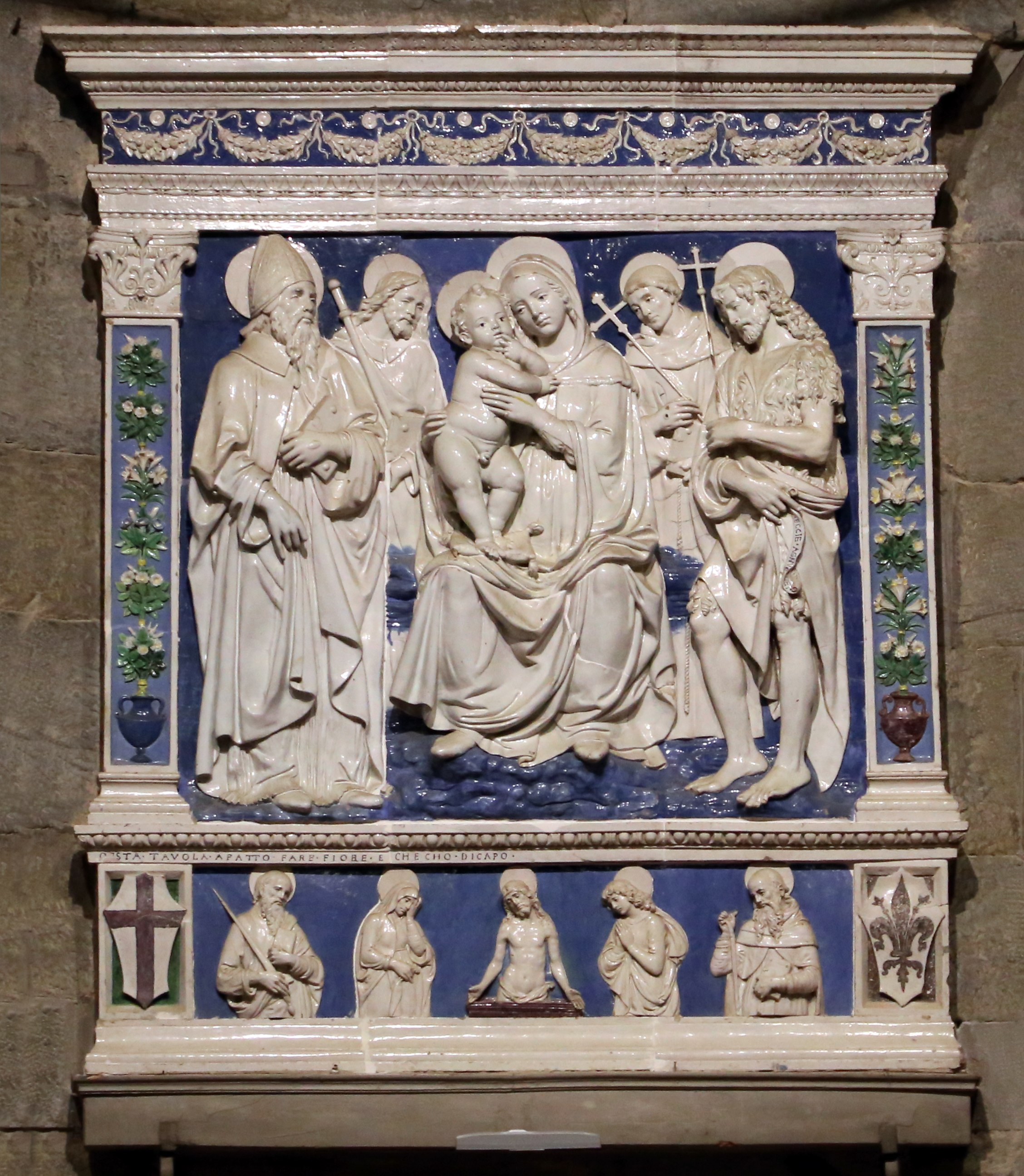
Werk des Andrea della Robbia in San Romolo
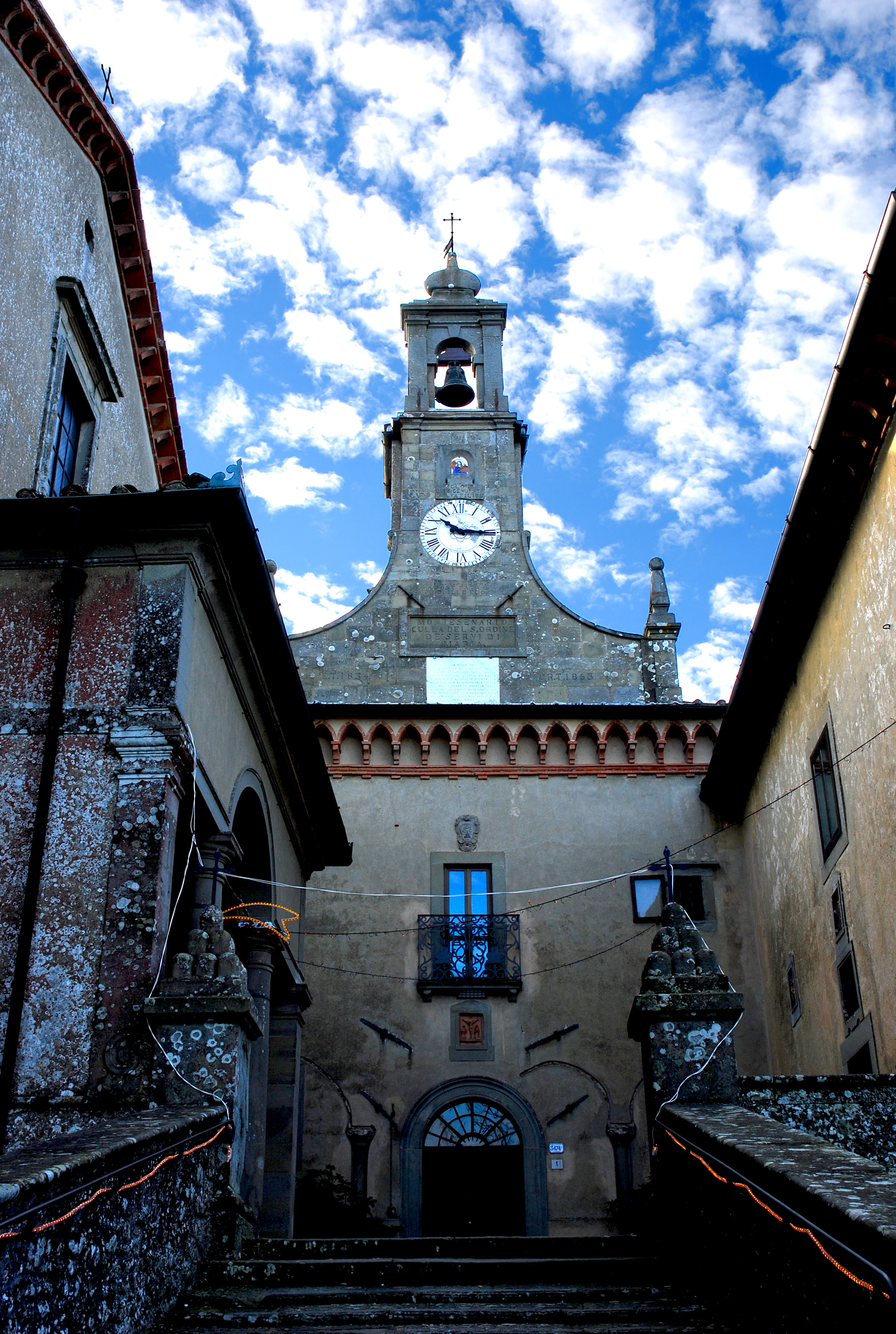
Wallfahrtskirche von Montesenario
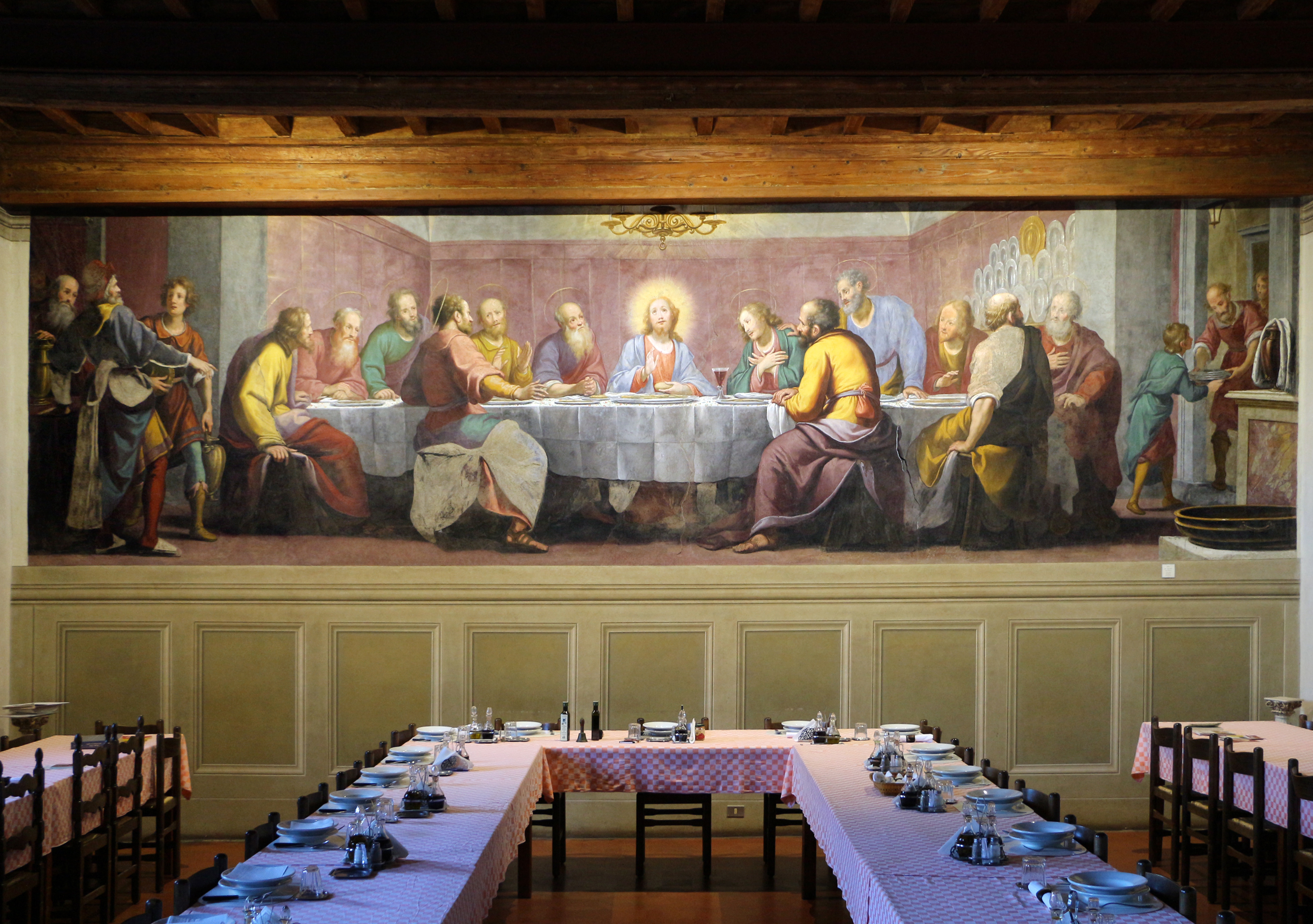
Das letzte Abendmahl von Matteo Rosselli, 1634
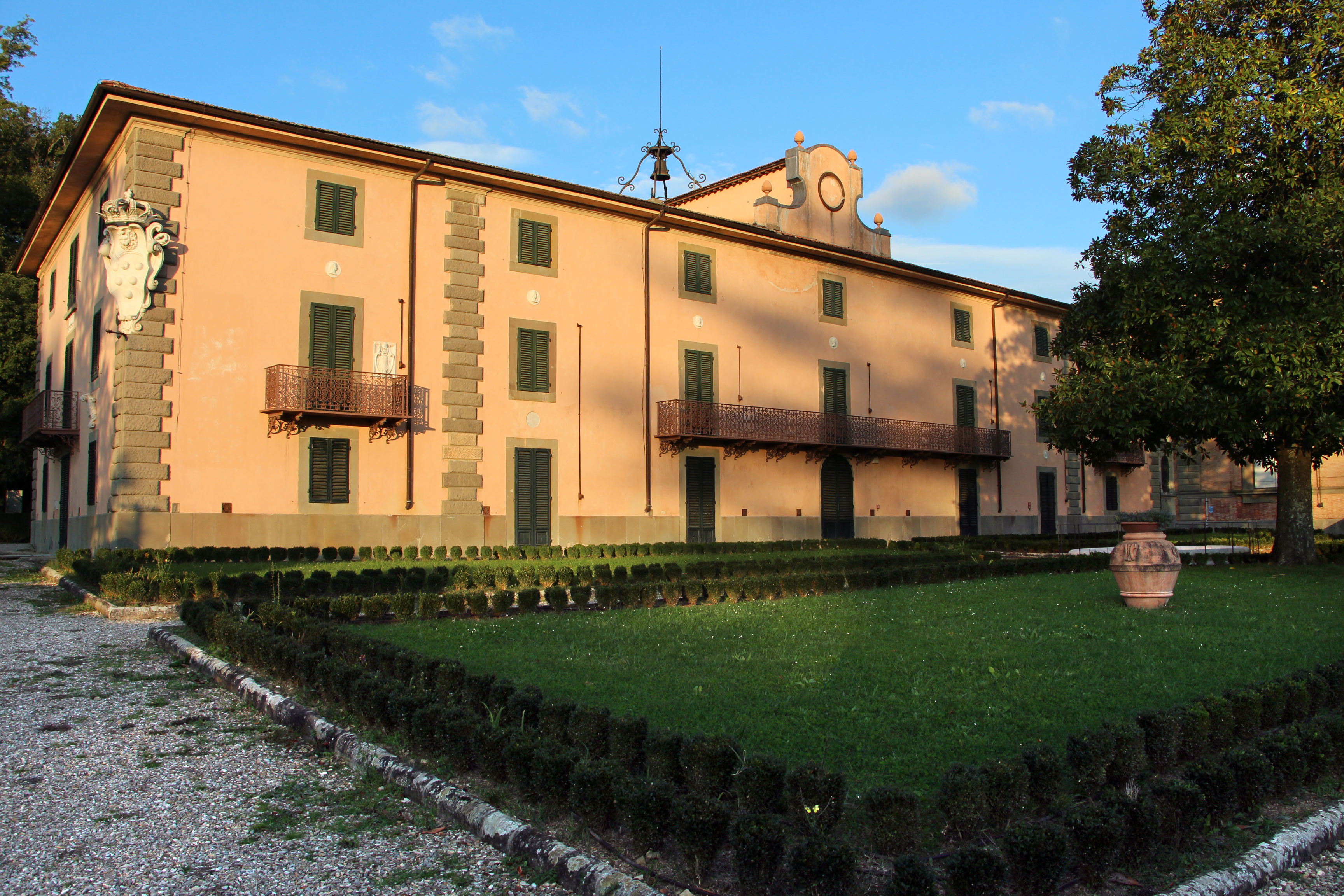
Villa Medici oder Villa Demidoff
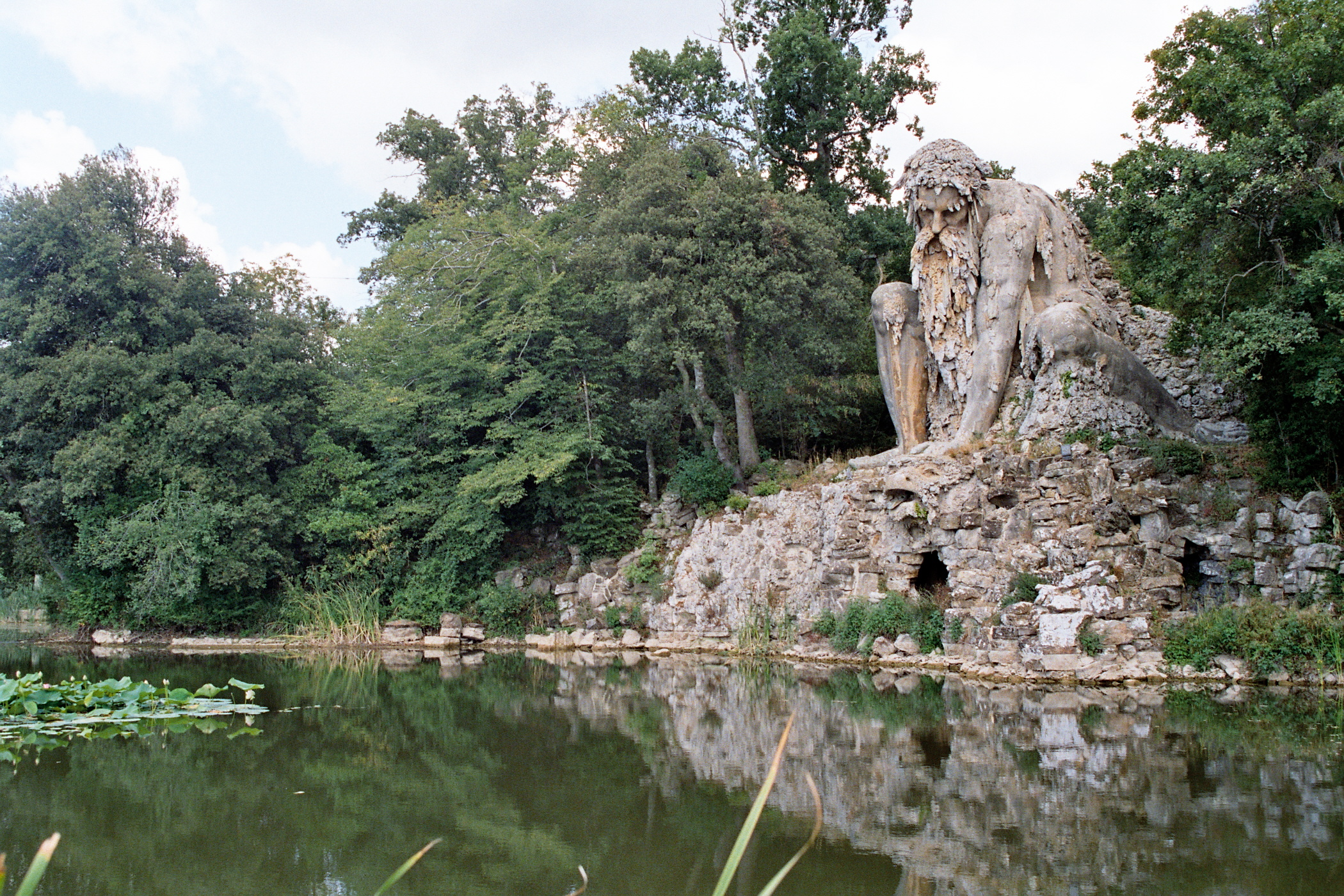
Statue im Park der Villa Demidoff
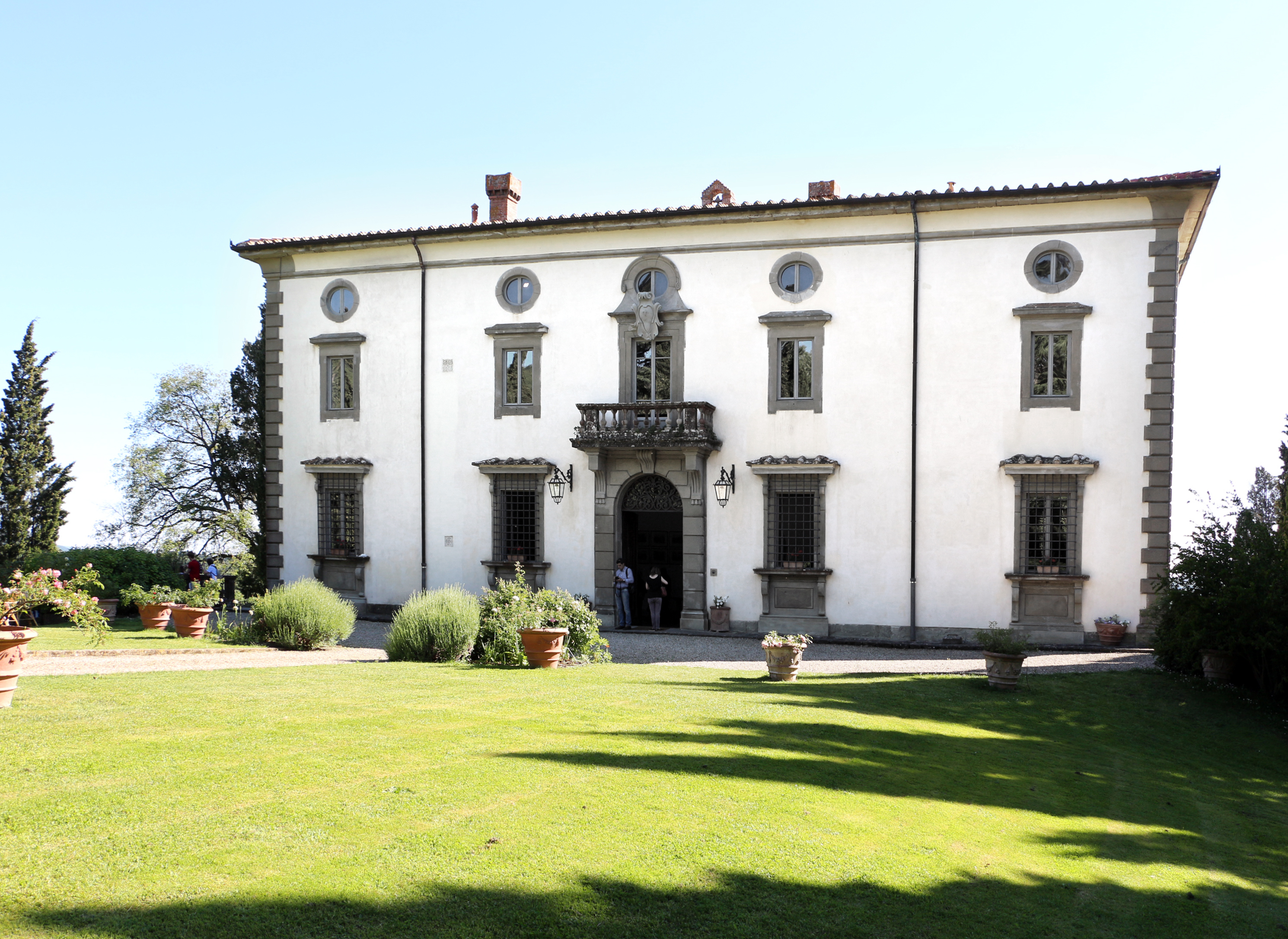
Die Villa di Bivigliano

### Villen
- Villa Demidoff in Pratolino
- Villa di Bivigliano, Villa aus dem 16. Jahrhundert im Ortsteil Bivigliano

## Verkehr
- Vaglia hat eine Haltestelle an der Bahnstrecke Florenz–Faenza. Von 1999 bis 2012 gab es zudem einen Haltepunkt im Ortsteil Fontebuona.